# Homarinus capensis
Homarinus capensis is een kreeftensoort uit de familie van de Nephropidae. De wetenschappelijke naam van de soort is voor het eerst geldig gepubliceerd in 1792 door Herbst.